# Armando Giuffredi
Armando Giuffredi (Montecchio Emilia, 14 novembre 1909 – Montecchio Emilia, 1986) è stato uno scultore e medaglista italiano.
Di umili origini, Armando Giuffredi nacque a Montecchio Emilia nel 1909, il padre, Zeffirino, era un minatore emigrato in Francia per lavorare nella cava di gesso della Balineu Parigina a Clicy sua Bois.
Precoce allievo di una bottega artigiana di intaglio e falegnameria, a sedici anni frequentò a Reggio Emilia la Scuola per operai retta dal pittore Gaetano Chierici seguendo i corsi di modellato tenuti da Riccardo Secchi, valente artista allora a capo di una nota bottega di scultura in marmo. Grazie alle proprie abilità Armando emerse come uno degli allievi più brillanti della Scuola che aveva un'impostazione simile a quella delle Accademie di Belle Arti.
Nel 1933 aprì una propria bottega di scultura a Reggio Emilia e vi rimase sino al 1935, anno in cui vinse una borsa di studio per frequentare la Scuola dell'Arte della Medaglia presso la Zecca di Stato a Roma. Dal 1935 al 1938 Giuffredi frequenta il prestigioso istituto romano con l'intento di affinare ulteriormente le proprie abilità tecniche ma soprattutto con la precisa volontà di formarsi una cultura. Partecipa attivamente agli incontri della Società Dante Alighieri per studiare l'opera del poeta ed ha la possibilità di entrare in contatto con diverse personalità quali Giuseppe Ungaretti, Vincenzo Cardarelli e Sandro Penna.
A Roma conosce molti artisti della sua generazione, i pittori Franco Gentilini, Giovanni Omiccioli, Renato Guttuso, Mario Mafai e gli scultori Marino Mazzacurati, Pericle Fazzini, Mirko Basaldella e Giuseppe Macrì. Con il conterraneo Marino Mazzacurati dividerà per un certo periodo lo studio aiutandolo nella traduzione delle sue opere in diversi materiali; collabora anche con Fazzini instaurando una particolare sintonia grazie alla comune passione per l'intaglio del legno. Terminati gli studi decise di rimanere a Roma dove adibì a studio una casetta al numero 20 di via del Mecenate.
Nel 1938 si fece notare alla "Prima Mostra Nazionale della Medaglia e disegni di Enrico Sacchetti" alla Galleria di Roma e nello stesso anno partecipa alla XXI Biennale di Venezia concorrendo nell'allora nuova sezione della medaglia fortemente voluta dall'allora segretario Antonio Maraini.
Nel 1940 partecipa alla XXII edizione della Biennale con l'altorilievo "La famiglia". Nello stesso anno riceve la commissione per l’esecuzione di due fontane marmoree da collocare nei giardini del Foro Italico di Roma. Giuffredi elabora due gruppi di animali: nel primo tre pellicani, nel secondo quattro cigni. Solo quello dei Pellicani verrà eseguito in marmo e collocato. Durante la realizzazione di quest'opera, a Carrara, Armando ebbe l'occasione di conoscere Arturo Martini.
In quegli anni Armando era diventato assistente dello scultore Quirino Ruggeri allora insegnate presso il Liceo Artistico di Roma; in quel luogo si trovava quando un gruppo di miliziani si presentò, il 10 giugno 1940, per radunare tutti in Piazza Venezia ad assistere al discorso del Duce che annunciava l'entrata in guerra dell'Italia. Giuffredi, che aveva precedentemente prestato servizio militare in Sardegna, fu richiamato nell'esercito e mandato in Friuli dove visse il dramma dell'8 settembre riuscendo fortunatamente a scampare all'esercito tedesco.
Rientrato a Roma dopo la Liberazione trova lo studio devastato e, complici le precarie condizioni di salute dei genitori, decide di tornare a Montecchio Emilia dove si costruisce un laboratorio a fianco alla casa paterna e dove intraprende la carriera di insegnante presso la Scuola d'Arte Gaetano Chierici di Reggio Emilia dove tenne la cattedra di Disegno professionale e Arte dei metalli.
Nel 1950 si sposa con Luisa Iemmi dalla quale ebbe tre figli, Lea nata nel 1951 e morta dopo pochi giorni, Augusto nel 1952 e Maurizio nel 1959.
In quegli anni e in quelli a seguire, Giuffredi continuò a portare avanti la propria attività di scultore realizzando ritratti e commissioni. La sua casa era frequentata da personaggi di ogni estrazione sociale, dai più umili fino a fini intellettuali quali Luigi Magnani per il quale Armando eseguì due ritratti delle sorelle morte oggi conservati nella villa di Mamiano. Non mancarono di frequentare casa Giuffredi artisti dell'epoca quali Antonio Ligabue, Vivaldo Poli e William Catellani.
Armando Giuffredi nel corso della propria attività artistica ha usato vari materiali: dal bronzo al legno, talora delicatamente dipinto; dal gesso alla terracotta al cemento; non mancano esempi di sbalzo su metalli (argento, rame, ottone). Tra i soggetti affrontati prevalgono i ritratti ma non mancano le immagini sacre e gli animali.
Notevole la produzione di medaglie celebrative di personaggi illustri

## I disegni
Cristina Acidini ha scritto, nella premessa al Catalogo della mostra promossa dall'Accademia delle Arti del Disegno dedicata ai disegni dell'artista nell'estate del 2022, che «Giuffredi, nella sua attività didattica così come nel suo ambito creativo, è stato un autentico maestro del disegno».  La studiosa riporta un brano scritto nel settembre 1943, probabilmente, viene dedotto, nei giorni tragici e confusi che seguirono l'armistizio siglato l'8: «Non rimpiangete che non abbia goduto nella vita. Il mio lavoro e la mia arte mi fecero passare ore bellissime. Ho colto nel giardino della vita uno dei fiori più profumati».